# Ross Andru
Pour les articles homonymes, voir Andru.
Ross Andru (/ˈændruː/), né Rossolav Andruskevitch le 15 juin 1927 à Highland Park et mort le 9 novembre 1993 dans le Queens à New York, est un dessinateur de comics américain.
Ross Andru travaille autant pour Marvel Comics que pour DC Comics. Il collabore souvent avec Mike Esposito qui encre ses dessins. C'est le cocréateur de The Punisher.

## Biographie
Ross Andru suit des cours de dessin donné par Burne Hogarth.
En 1948, Ross Andru travaille pour Burne Hogarth en réalisant le comic strip de Tarzan.
Durant les années 1950 et 1960, Ross Andru travaille pour DC comics sur des titres de guerre tels que :
- Our Army At War (en) (1953), retitré plus tard en Sgt. Rock;
- All American Men of War (1953-1964);
- Our Fighting Forces (en) (1955);
- Star Spangled War Stories (1954-1966)
- GI Combat (en) (1957).

Lorsque les super-héros reviennent à la mode au tournant des années 1960, Ross Andru produit des épisodes de Flash, Rip Hunter, Time master ainsi que quelques œuvres dans Showcase.
En 1962, Ross Andru et Robert Kanigher créent le groupe de super héros Metal Men (dans le no 37 du comic book Showcase édité par DC comics).
De 1958 à 1967, Ross Andru travaille sur Wonder Woman.
En 1971, Ross Andru quitte DC Comics pour Marvel Comics où il travaille d'abord sur Les Défenseurs et Marvel Team Up.
En 1973, Ross Andru devient le dessinateur régulier de Spider-Man.
En 1974, Ross Andru, Gerry Conway et John Romita, Sr. créent le personnage du Punisher dans le no 129 du comic book The Amazing Spider-Man.
En 1976, Ross Andru dessine, sur un layout de Carmine Infantino le premier crossover publié conjointement par Marvel Comics et DC comics mettant en présence des super-héros, en l'occurrence Spider-Man et Superman dans Superman vs. the Amazing Spider-Man (en) scénarisé par Gerry Conway et encré par Dick Giordano.
En 1978, Ross Andru retourne chez DC Comics en tant qu'éditeur, son travail de dessinateur se limite à des couvertures, essentiellement pour Action Comics et Superman.
Dans les années 1980, Ross Andru recommence à dessiner des comics, toujours pour DC Comics, avec des comics tels que Jonah Hex, Vigilante et Blue Beetle.
En 1993, Archie comics publie Zen, intergalactic ninja (en), le dernier comics publié de Ross Andru.

## Publications
- The Amazing Spider-Man
- Doc Savage
- Fantastic Four
- Journey into Mystery
- Kull the Conqueror
- Marvel Feature (en)
- Marvel Super-Heroes
- Namor the Sub-Mariner
- Savage Tales (en)
- Shanna, The She-Devil
- What if? (comics)
- X-Men

### Dc Comics
- Action Comics
- Atari Force (en)
- Blue Beetle
- The Brave and the Bold
- Captain Carrot (en)
- Jonah Hex
- Metal Men
- New Teen Titans
- Our Army At War (en)
- Star-Spangled War Stories
- Superman vs. the Amazing Spider-Man (en)
- Showcase (comics)
- Tales of the Unexpected (en)
- Vigilante
- World's Finest Comics
- Wonder Woman

## Créations
- Metal Men
- Chemo (en)
- Rick Flag
- Suicide Squad
- Thorn (en)
- Birdboy
- Birdman
- G.I. Robot (en) (cocréateur Robert Kanigher)
- Le Punisher

## Récompenses
Ross Andru est entré dans le Temple de la renommée Will Eisner en 2007.